# Riccardo Giacconi
Riccardo Giacconi (Génova, 6 de outubro de 1931 - San Diego, 9 de dezembro de 2018) foi um físico italiano radicado nos Estados Unidos. Recebeu o Nobel de Física de 2002, por contribuições à astrofísica que levaram à descoberta dos raios-X cósmicos.

## Vida
Nascido em Gênova, na Itália, formou-se na Universidade de Milão antes de se mudar para os Estados Unidos para perseguir uma carreira na pesquisa astrofísica. Ele se tornou um cidadão americano.
Em 1962, ele descobriu Scorpius X-1 (uma fonte de raios-X localizada a cerca de 9 000 anos-luz de distância na constelação de Escorpião), a primeira fonte extraterrestre conhecida de raios-X. Em 1970, ele lida com o lançamento do satélite Uhuru , que abre a exploração do céu profundo por raios X. Graças a este reconhecimento do céu, foram descobertas 339 estrelas que emitem raios X, incluindo Cygnus X-1 e Sail X-1.
Giacconi teve simultaneamente os cargos de professor de física e astronomia (1982-1997) e professor de pesquisa (desde 1998) na Universidade Johns Hopkins.
Foi "Principal Investigator" (PI) para o projeto Chandra Deep Field-South com o Chandra X-ray Observatory da NASA.
Giacconi faleceu em 9 de dezembro de 2018, aos 87 anos, em San Diego, Califórnia.

## Trabalhos
- (em inglês) Riccardo Giacconi e Wallace Tucker, The X-Ray Universe, Cambridge, MA: Harvard University Press, 1985.
- L'universo a raggi X, di R. Giacconi e W. Tucker, Oscar Arnoldo Mondadori Editore 2003 ISBN 88-04-52014-0